# Nhảy xa ba bước
Nhảy xa ba bước, là một nội dung track and field, tương tự như môn nhảy xa. Hai nội dung này được gộp lại thành thể loại "nhảy theo chiều ngang." Các vận động viên chạy dọc theo đường chạy và thực hiện một cú bật nhảy, một tiếp đất và sau đó nhảy cú cuối cùng vào hố cát. Nhảy ba bước được lấy cảm hứng từ Thế vận hội Olympic cổ đại và đã là một nội dung của Thế vận hội hiện đại kể từ Thế vận hội đầu tiên năm 1896.
Theo luật IAAF, "cú bật nhảy phải được thực hiện với việc vận động viên chạm đất lần đầu trên cùng một chân khi người này bật nhảy, trong bước hai chạm đất bằng chân kia, bước ba trở về chân ban đầu."
Kỷ lục thế giới hiện tại của nam thuộc về Jonathan Edwards của Anh với 18.29 m (60 ft 0 in), được thiết lập trong Giải vô địch điền kinh thế giới năm 1995 tại Göteborg. Và của nữ thuộc về Yulimar Rojas của Venezuela, với 15.67 m (51 ft 43⁄4 in). Kỷ lục này được thiết lập ngày 1.8.2021 tại thế vận hội mùa hè Tokyo (2020 lùi sang 2021 do covid 19), đây cũng là kỷ lục Olympic mới Và phá sâu kỷ lục thế giới trước đó  và của Inessa Kravets của Ukraina, với 15.50 m (50 ft 10 in) thiết lập năm 1995 tại Göteborg.